# بيسا مومبا
بيسا مومبا (بالإنجليزية: Besa Mumba)‏ (من مواليد 9 كانون الأول / ديسمبر 1996) هي طيارة زامبية. وهي حاليًا أصغر سيدة تجريبية في زامبيا وأفريقيا.

## التعليم
ولدت بيسا في 9 كانون الأول / ديسمبر 1996 في لوساكا. بدأت الدراسة في عام 1999 في مدرسة صن شاين الابتدائية.
قبل الذهاب للتدريب على الطيران في جنوب إفريقيا، حصلت على تعليمها في مدرسة ثانوية في سانت ماري.

## المهنة
تدربت بيسا في أكاديمية جنوب إفريقيا للتدريب على الطيران في هايدلبرغ حيث حصلت على رخصة طيار خاصة بعد عامين في عام 2015.
بعد تدريب إضافي في طيران سي إم يو في بريتوريا، حصلت على رخصة طيار تجاري في يوليو 2015. ثم انضمت إلى بروفيتلايت زامبيا في عام 2016 وتعمل حاليًا كمسؤول أول.